# 公陵
公陵是中国秦惠文王的陵墓，位于陕西省咸阳市周陵街道周陵村南，与秦悼武王永陵为邻。两墓南北相距150米。封土呈覆斗形，高14.8米，底边长75-88米，顶边长32-34米，墓葬四面均设有墓道，东墓道长94米，宽15-30米，南墓道长66米，宽11-24米，西墓道长52米，宽7-20米，北墓道长60米，宽8-25米。陵墓南建有庙堂，面积1800平方米，坐北朝南。两侧设东西厢房，内有石碑32座，碑文有汉、回文两种。